# مارين لورفيلين
مارين لورفلين (بالفرنسية: Marine Lorphelin)‏ (من مواليد 16 مارس 1993) عارضة أزياء فرنسية وحاملة لقب ملكة جمال سابقة بعدما توجت ملكة جمال فرنسا 2013 في 8 ديسمبر 2012، مثلت منطقة بورغندي ثم مثلت فرنسا في مسابقة ملكة جمال العالم 2013 وحلت الوصيفة الأول.

## روابط خارجية
- مارين لورفيلين على موقع IMDb (الإنجليزية)

| الجوائز و الإنجازات   | الجوائز و الإنجازات                                            | الجوائز و الإنجازات |
| --------------------- | -------------------------------------------------------------- | ------------------- |
| سبقه صوفي مولدز       | ملكة جمال العالم أوروبا و ملكة جمال العالم الوصيفة الأولى 2013 | تبعه إدينا كولكسار  |
| سبقه دلفين ويسبر      | ملكة جمال فرنسا 2013                                           | تبعه فلورا كوكريل   |
| سبقه إيلودي بايلاردين | ملكة جمال بورغون 2012                                          | تبعه ماري رينتز     |